# Pauline de Bassano

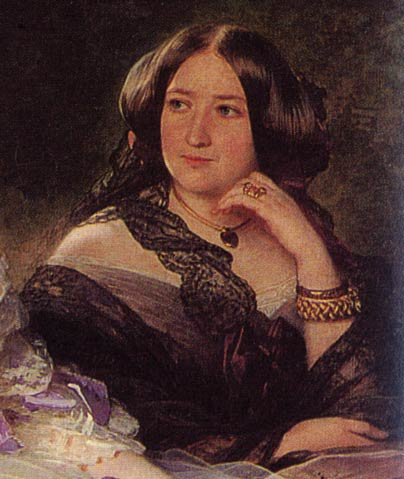
Pauline de Bassano

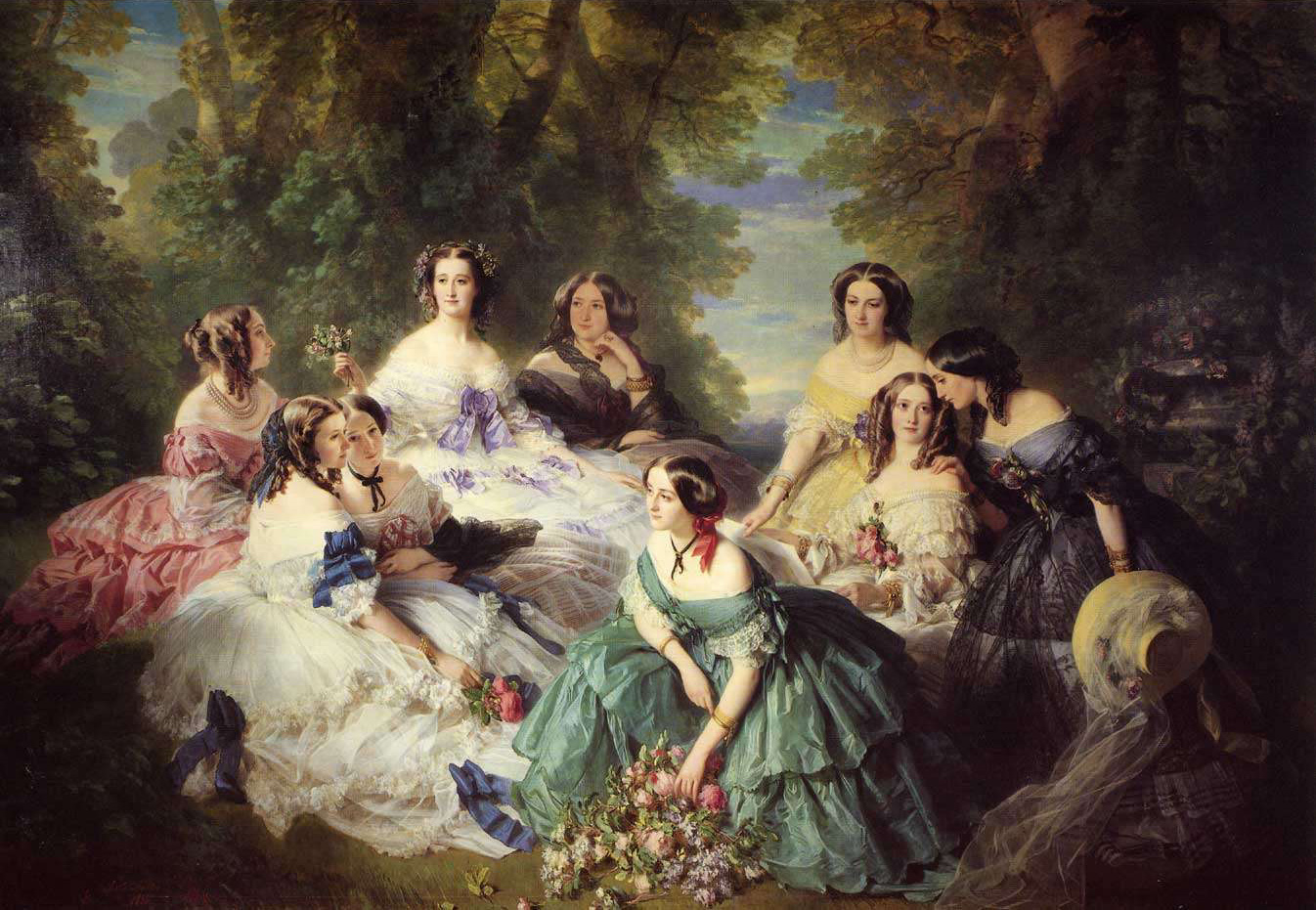
Kejsarinnan Eugénie omgiven av sina hovdamer, målning av Franz Xaver Winterhalter (1855).

Pauline Marie Ghislaine de Bassano, född van der Linden d'Hooghvorst 23 september 1814 i Meise, död där 9 december 1867, var en fransk hertiginna och hovfunktionär. Hon var dame d'honneur hos kejsarinnan Eugenie av Frankrike från 1853 till 1867.

## Biografi
Pauline de Bassano var dotter till den belgiske politikern baron Emmanuel van der Linden d'Hoogvorst, och gifte sig 1843 med den franske diplomaten Napoléon Maret, hertig de Bassano. År 1853 blev hennes make utsedd till kammarherre hos kejsar Napoleon III och hon själv dame d'honneur hos kejsarinnan Eugenie av Frankrike; hennes svärmor Marie Madeleine Lejéas-Carpentier hade varit dame du palais hos Frankrikes två föregående kejsarinnor, Joséphine och Marie-Louise. 

### Hovkarriär
När Eugenies hov skapades efter hennes giftermål 1853 bestod dess hovdamer av en överhovmästarinna, en dame d'honneur av första rangen och därutöver sex dame de palais, som vanligen turades om att tjänstgöra en vecka i taget förutom vid särskilda tillfällen; antalet dames du palais utökades senare till tolv. De första hovdamerna valdes ut bland Eugenies egen umgängeskrets i societeten från tiden före giftermålet.
Rent formellt sett var Grand-Maitresse (överhovmästarinnan), Anne Debelle, prinsessan d'Essling, som beskrivs som "en mager liten kvinna med fragilt vackert utseende och ett konstant falskt leende" hovdamernas överordnade, men i verkligheten ska de Bassano ha varit den som gjorde det mesta arbetet. Det tillhörde bland annat hennes uppgifter att ta emot ansökningar från alla de kvinnor som ville presenteras för kejsarinnan, undervisa dem om etiketten, godkänna dem och därefter presentera dem, ett heltidsarbete eftersom dessa presentationer var mycket populära och ingick i statlig representation. Hon övervakade också de övriga hovdamerna. Tillsammans med d'Essling närvarade hon vid alla officiella statliga högtider vid kejsarinnans sida.
Under vintern turades hon om med grevinnan Stephanie de Tascher de Pagerie att hålla maskerader i sin tjänstevåning i Tuilerierna, något även de utländska ambassadörerna gjorde: dessa mottagningar var ofta besökta av kejsarparet eftersom de tillät formell anonymitet, något som inte var möjligt under de officiella kejserliga mottagningarna. Pauline de Bassano beskrivs som attraktiv, stabil, respektingivande och något arrogant. Hon tjänstgjorde fram till sin död 1867, och efterträddes då av grevinnan Marie-Anne Walewska.

## Eftermäle
Pauline de Bassano tillhör de hovdamer som porträtterats tillsammans med Eugenie i den berömda tavlan av Franz Xaver Winterhalter, Eugénie av Frankrike med sina hovdamer, från 1855.